# Horský věnec

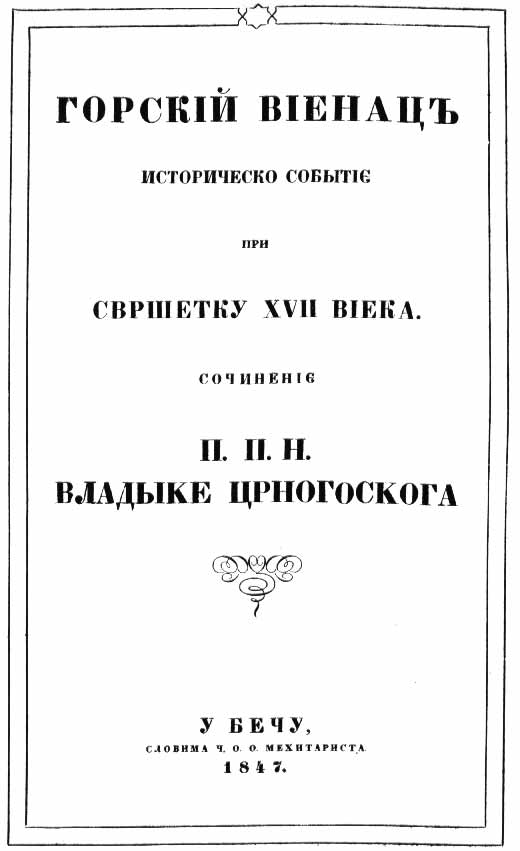
Obálka prvního vydání knihy

Horský věnec (v srbštině Gorski vijenac/Горски вијенац, v původní podobě Горскıй вıенацъ) je rozsáhlá lyrickoepická skladba v dramatizované formě oslavující hrdinský osvobozovací boj černohorského lidu v době turecké dominance jihovýchodní Evropy. Jejím autorem je Petr II. Petrović-Njegoš, černohorský panovník z poloviny 19. století. Dílo vyšlo v roce 1847 a bylo jedním z prvních v oblasti Balkánu, které bylo psáno lidovým jazykem. To přispělo k tomu, aby reforma srbského jazyka tak, jak ji představili Vuk Stefanović Karadžić a Đuro Daničić (založená rovněž na dobové lidové mluvě) byla nakonec přijata za spisovnou podobu.
Tematicky pojednává o vyhánění muslimského obyvatelstva z Černé Hory a oslavuje hrdinství lidu. Mobilizuje proti islámu, naopak opěvuje pravoslavnou víru jako "tu pradědovskou". Jedná se o jedno z klíčových děl romantické literatury, Srbům.